# Karl-Johan Stigmark
Karl-Johan Stigmark, född 5 juni 1965 i Stockholm, är en svensk konstnär, främst verksam inom fotografi, men arbetar även med artists' books, dokument och interventioner. Karl-Johan Stigmark är utbildad vid Högskolan för Fotografi vid Göteborgs universitet (nuvarande HDK-Valand) 1988-92.